# Donald I. Williamson
Donald Irving Williamson (Alnham, Inglaterra, 8 de janeiro de 1922 – Port Erin, Ilha de Man, 29 de janeiro de 2016) foi um planctologista e carcinólogo britânico. Publicou trabalhos especulativos sobre hibridização na evolução: Larvae and Evolution (1992; livro prefaciado por Lynn Margulis e Alfred I. Tauber), The Origins of Larvae (2003; edição revista e aumentada de Larvae and Evolution, não deve ser confundida com o seu artigo com o mesmo título de 2007 publicado na revista American Scientist) e alguns artigos sobre o mesmo assunto.

## Obra
Em Larvae and Evolution, Williamson desenvolveu uma hipótese controversa propondo a aquisição de estádios larvares em alguns organismos marinhos por hibridação entre duas espécies animais distantes (processo de especiação denominado hibridogénese por Williamson). A fracção do genoma de uma das espécies contribuintes estaria restrita a liderar o programa de desenvolvimento de uma larva recém-adquirida, enquanto o genoma do outro contribuinte impulsionaria o desenvolvimento da maioria das estruturas anatómicas adultas. Durante os anos seguintes, generalizaria a sua teoria a outros grupos de animais com um desenvolvimento holometabólico.
Segundo Williamson, estas hibridizações bem-sucedidas ocorreriam provavelmente em organismos com fertilização externa ou dispersão de gâmetas masculinos. Reconhece no seu trabalho Larvae and Evolution ter formado estas conclusões da ideia de hibridogénese do conhecido processo de hibridização interespecífica que ocorre nas plantas. Plantas híbridas geradas a partir de espécies filogeneticamente distantes podem frequentemente dar origem a novas espécies se os híbridos se tornarem reprodutivamente isolados das populações progenitoras.
Num desses artigos Williamson afirma que:
1. não existem verdadeiras larvas a não ser depois do estabelecimento de classes nos respectivos filos,
2. animais primitivos hibridizados para produzir quimeras a partir de partes de espécies diferentes,
3. a explosão Cambriana resultou de muitas destas hibridizações,
4. os filos e classes animais modernos foram produzidos por estas hibridizações iniciais, e não pela acumulação gradual de diferenças específicas.

Para provar a possibilidade de tais hibridizações, Williamson afirmou ter conseguido, em 1990, fecundar óvulos de ascídia com esperma de um ouriço-do-mar (uma espécie de um filo diferente). No entanto, mais tarde foi demonstrado que os supostos híbridos eram simples ouriços-do-mar. A hipótese de Williamson foi revista no site complementar da oitava edição do manual Developmental Biology.